# Steele Bishop
Pour les articles homonymes, voir Bishop.
Steele Bishop (né le 29 avril 1953 à Perth) est un coureur cycliste australien. Professionnel de 1975 à 1984, il a notamment été champion du monde de poursuite.

## Palmarès sur piste

### Championnats du monde
- Zurich 1983
  -  Champion du monde de poursuite

### Championnats d'Australie
- Champion d'Australie de poursuite : 1976, 1977, 1978, 1980, 1981, 1982, 1983 et 1984

## Palmarès sur route
- 1982
  - Austral Wheelrace
- 1983
  - Griffin 1000 West :
    - Classement général
    - 1rea (contre-la-montre) et 4eb étapes

## Distinction
- Sir Hubert Opperman Trophy en 1982[1]